# Власина
Власина (серб. Власина) — река в юго-восточной Европе, левый приток Южной Моравы.
Власина берёт своё начало из озера Власинское в юго-восточной Сербии. Длина — 68 км. Вдоль реки, почти на всём её протяжении, проходит шоссе 231, повторяя контуры Власины. У села Сводже река течет вдоль шоссе 39 и восточнее города Лесковац у села Доне Краинце впадает в реку Южная Морава.
Река принадлежит к бассейну Чёрного моря. Её собственный бассейн имеет площадь 1050 км². Власина не судоходна. Осенне-зимнее половодье приводит к существенному повышению уровню воды в реке.